# Izan Merino Rodríguez
Izan Merino Rodríguez (Málaga, 15 de abril de 2006),conocido como Izan Merino, es un futbolista español que juega de pivote en el Málaga Club de Fútbol de la Segunda División de España.

## Trayectoria
Se formó en las categorías inferiores de la Academia del Málaga Club de Fútbol desde edad benjamín, que fue quemando etapas en los equipos de la cantera blanquiazul del club malaguista y el CD San Félix. 
En el comienzo de la temporada 2022-23, aún con ficha en el Juvenil 'B' de Liga Nacional, se consolida en el Juvenil 'A' en División de Honor y debuta con el Atlético Malagueño de la Tercera División de España con apenas 16 años. 
El 6 de diciembre de 2023, debuta con el primer equipo del Málaga CF en un encuentro de Copa del Rey, frente al CD Eldense.
En la temporada 2023-24, con el primer equipo malaguista disputa la cifra de 7 partidos en Primera División RFEF con el que lograría el ascenso a la Segunda División de España.
El 17 de agosto de 2024, debuta con el primer equipo del Málaga Club de Fútbol en la Segunda División de España, en un encuentro frente al Racing de Ferrol.

### Selección nacional
Es internacional en categorías inferiores con la selección de España sub-17 y sub-18.

## Clubes
| Club                  | País   | Año       |
| --------------------- | ------ | --------- |
| Atlético Malagueño    | España | 2023-2024 |
| Málaga Club de Fútbol | España | 2023-Act. |